# Метелик (оповідання)
«Метелик» — оповідання-притча Лесі Українки.

## Історія написання
Вперше надруковано у журналі «Дзвінок».
Надрукувавши оповідання у дитячому журналі, Леся Українка хотіла, щоб воно стало здобутком ширшого кола читачів. Як видно з листа письменниці до М. Косача від 30 листопада 1893 року, вона переписує «дещо з своїх дрібниць давніх» і серед них «Метелика» для журналу «Зоря». Оповідання до журналу не було надіслане.